# Hans-Karl von Esebeck
Pour les articles homonymes, voir Esebeck.
Hans-Karl Asmus Werner baron von Esebeck (né le 10 juillet 1892 à Potsdam et mort le 5 janvier 1955 à Dortmund) est un General der Panzertruppe allemand qui a servi au sein de la Heer dans la Wehrmacht pendant la Seconde Guerre mondiale.
Il a été récipiendaire de la croix de chevalier de la croix de fer. Cette décoration est attribuée pour récompenser un acte d'une extrême bravoure sur le champ de bataille ou un commandement militaire avec succès.

## Biographie
Hans-Karl baron von Esebeck (de) s'engage le 25 septembre 1911 en tant que porte-drapeau dans le 3e régiment d'uhlans de la Garde, où il est nommé enseigne le 19 juin 1912. Du 4 mai 1912 au 18 janvier 1913, il est affecté à l'école de guerre d'Anklam (de). Il est ensuite promu lieutenant le 18 février 1913. C'est en tant que tel qu'il rejoint le front avec son régiment après le début de la Première Guerre mondiale. En février 1915, Esebeck est affecté pour un mois au bataillon de chasseurs à pied de la Garde (de). Le 6 juin 1916, il devint lieutenant et à la mi-août 1917, il est muté à l'état-major du 6e corps d'armée. Il y resta jusqu'au 24 février 1918, date à laquelle il devient adjudant dans la 3e brigade de cavalerie de la Garde.
Il commande la 15e Panzerdivision dans la Deutsches Afrikakorps. Il a été aussi un conspirateur contre Adolf Hitler.
Hans-Karl Freiherr von Esebeck appris la connaissance et eut de la sympathique pour la conspiration anti-hitlérienne. Il est arrêté le 21 juillet 1944 et passe le reste de la guerre dans les camps de concentration. Libéré à la fin de la guerre, il vit le reste de sa vie dans la pauvreté et meurt le 5 janvier 1955.

## Décorations
- Croix de fer (1914)
  - 2e classe (20 septembre 1914)
  - 1re classe (27 janvier 1917)
- Croix d'honneur
- Agrafe de la croix de fer (1939)
  - 2e classe (26 septembre 1939)
  - 1re classe (15 mai 1940)
- Insigne des blessés (1939)
  - en Argent (15 août 1942)
- Croix allemande en or (20 décembre 1942)
- Croix de chevalier de la croix de fer
  - Croix de chevalier le 4 juillet 1940